# سوث لبانن (اوهایو)
سوث لبانن (به انگلیسی: South Lebanon) یک روستا در ایالات متحده آمریکا است که در شهرستان وارن، اوهایو واقع شده‌است. سوث لبانن ۶٫۹۴ کیلومتر مربع مساحت و ۴٬۱۱۵ نفر جمعیت دارد و ۱۹۰ متر بالاتر از سطح دریا واقع شده‌است.